# The private lives of Jordi Mollà & Domingo Zapata
The Private Lives of Jordi Mollà & Domingo Zapata  è un documentario d'arte del 2021 prodotto da Publikro London e diretto da Giuseppe Ferlito. 

## Trama
Il flm racconta la vita privata e la grande amicizia dell’attore spagnolo Jordi Mollà e del pittore Domingo Zapata.

## Produzione
Il film è un progetto sviluppato dalla casa di produzione inglese Publikro London.
Le riprese si sono svolte a Los Angeles, Miami, New York, Maiorca e Roma. Nel film appaiono l'attore Johnny Depp e l'attrice Michelle Rodriguez. Le riprese dei due attori sono avvenute a Los Angeles nel 2011, durante una esposizione di Jordi Mollà e Domingo Zapataei all' Hollywood’s Chateau Marmont.

## Distribuzione
Il film è stato presentato, in anteprima, al Faena Theater di Miami Beach il 23 Novembre 2021.
Nel 2022 è stato presentato nella sua versione definitiva alla Mostra del Cinema di Venezia  e nel 2023 al Festival Internazionale del Cinema di Morelia 
Distribuito da Dicembre 2024 sulla piattaforma Filmin 